# Hotel Caetité
Hotel Caetité, atual Espaço INB, é nome pelo qual foi registrado pelo Instituto do Patrimônio Artístico e Cultural (IPAC) do estado da Bahia em seu processo de tombamento ao imóvel situado na Praça da Catedral, número 23, na cidade  de Caetité, de propriedade da Associação das Senhoras de Caridade de Caetité (ASCC), entidade beneficente.
Por suas características histórica e arquitetônica, é um dos bens materiais tombados pelo IPAC. Ali funciona, desde maio de 2010, o "Espaço INB", museu com exposições permanentes e temporárias mantido pelas Indústrias Nucleares do Brasil.

## Histórico
Edificação com características de construção na metade do século XIX, foi adquirida no final daquele século por Deocleciano Pires Teixeira a fim de nele instalar sua sogra e cunhadas. Com a morte da última de suas irmãs ali residente, o imóvel passou a Ana de Souza Spínola Teixeira, terceira esposa e viúva de Deocleciano, em 1934.
Ainda em 1934 ali se instala a Pensão Íris até o ano de 1954, quando no lugar nova pensão é inaugurada, desta feita com o nome de "Hotel Caetité", sob o qual foi objeto do processo de tombamento estadual.

## Tombamento
O bem foi protegido provisoriamente pelo IPAC em 1979. Finalmente, após inspeção realizada em 2007, teve o tombamento definitivo estabelecido em 12 de julho de 2008.

## Espaço INB
Após a reforma do imóvel, as Indústrias Nucleares do Brasil (INB) inauguraram ali o "Espaço INB", "criado para difundir informações sobre questões ligadas às atividades da empresa, além de despertar o interesse pelo estudo das ciências e das tecnologias e valorizar a cultura da região", através de exposições permanentes como a que trata do ciclo do combustível nuclear, a história da cidade, e ainda sobre o meio ambiente e minerais da Bahia. Ali ainda são realizadas mostras temporárias, através da parceria com outras instituições como o Museu Geológico da Bahia, universidades, entes governamentais, etc.
No "Espaço" funciona também o Serviço de Informação ao Cidadão (SIF), destinado a esclarecer sobre as ações da empresa, contratos e licitações das quais faz parte.

## Galeria de imagens

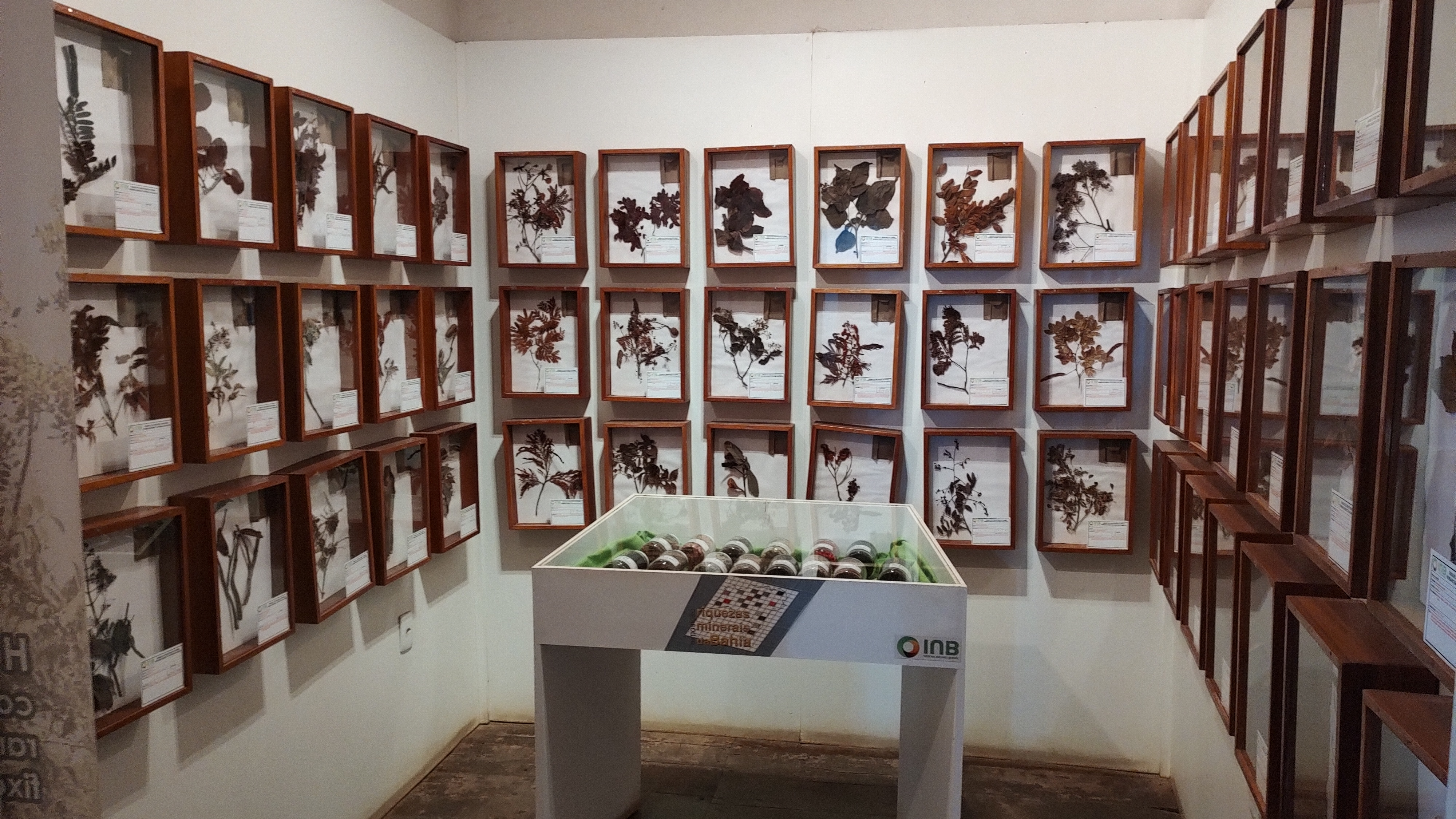
"Sala de Excicatas", amostras do Horto Florestal da empresa
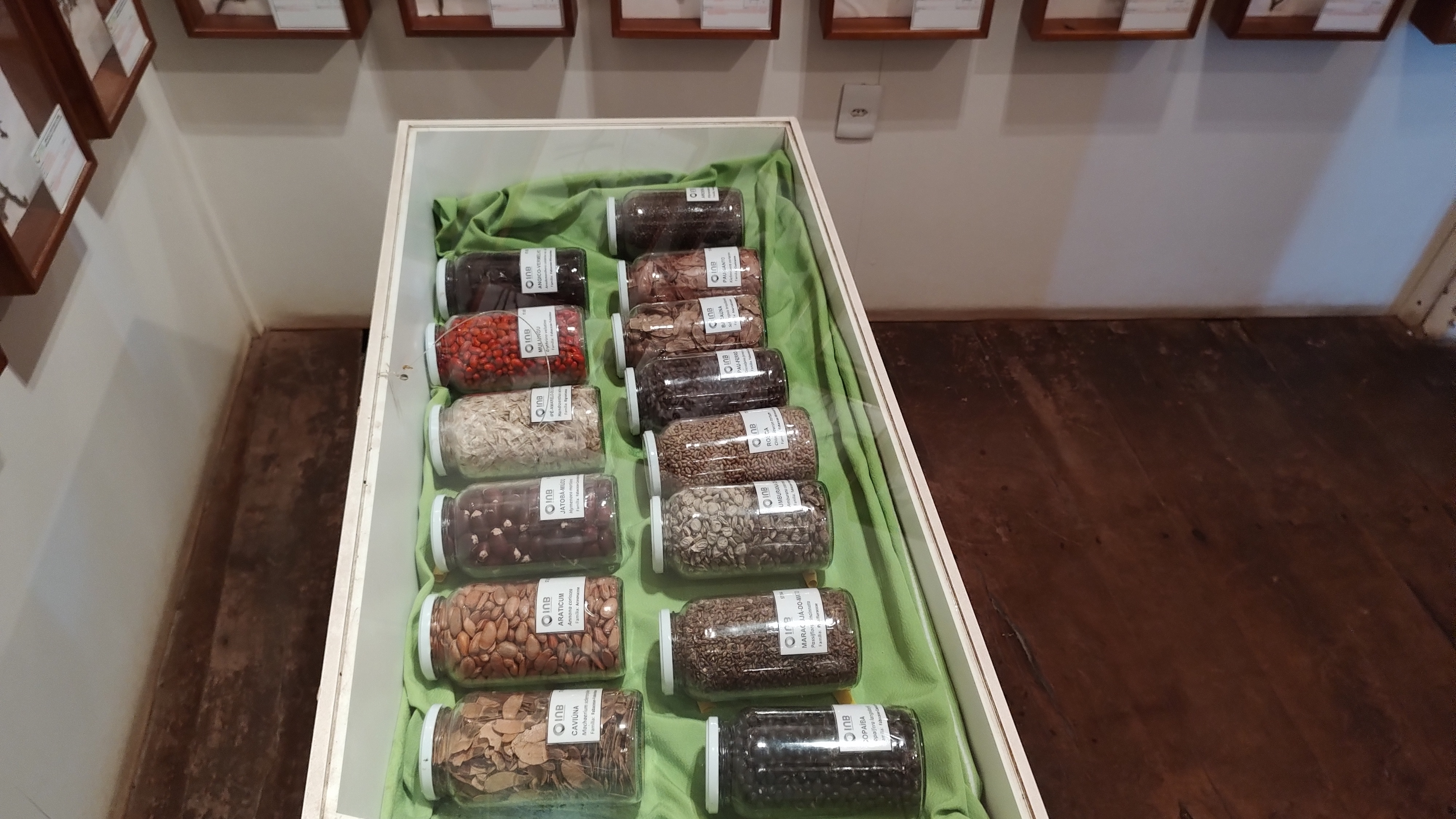
Sementes nativas, na "Sala de Excicatas"
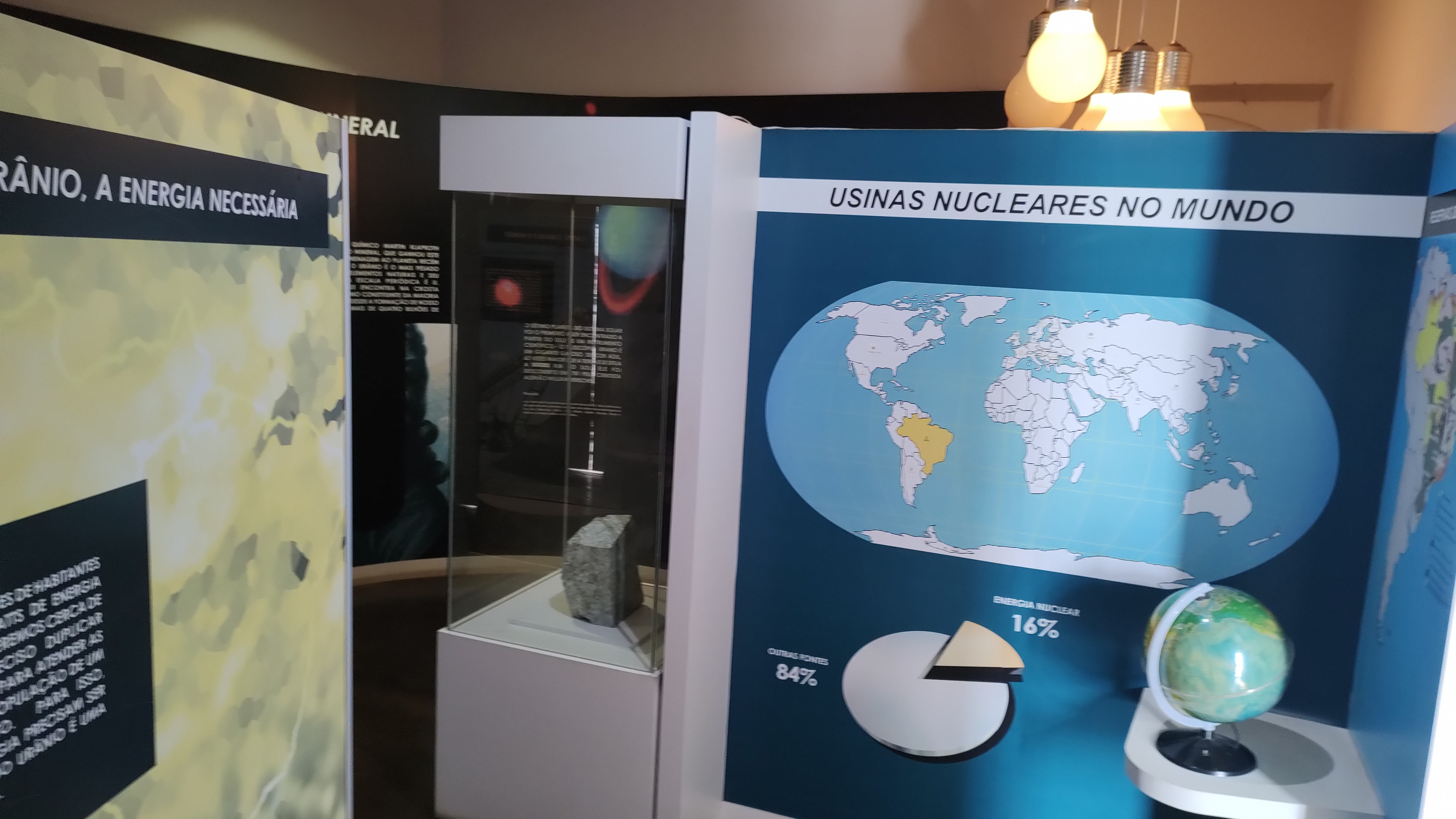
Ciclo do combustível nuclear - painel do urânio na Terra
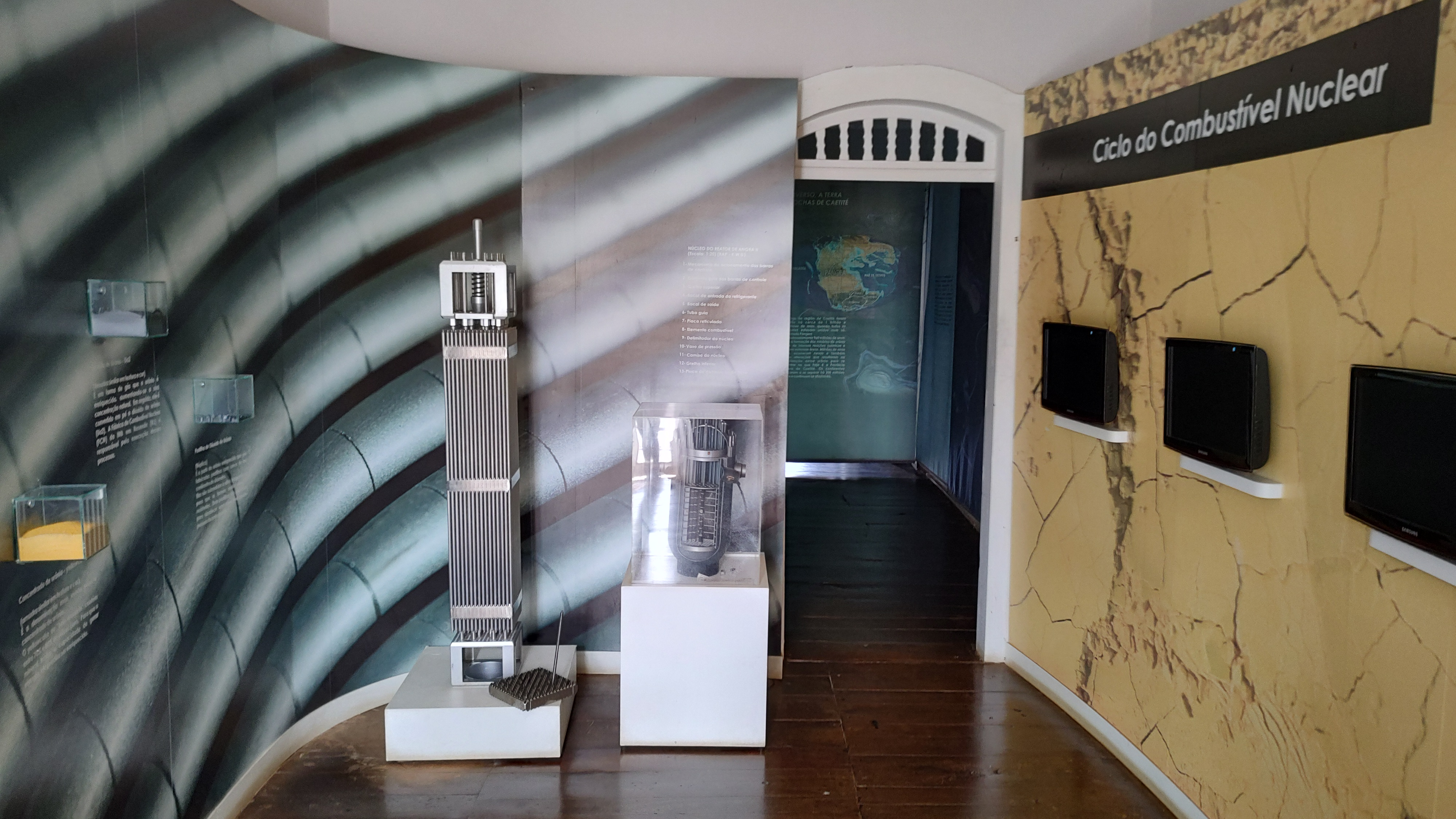
Ciclo do combustível nuclear - sala de vídeo e fim do ciclo com miniatura das varetas usadas na usina nuclear
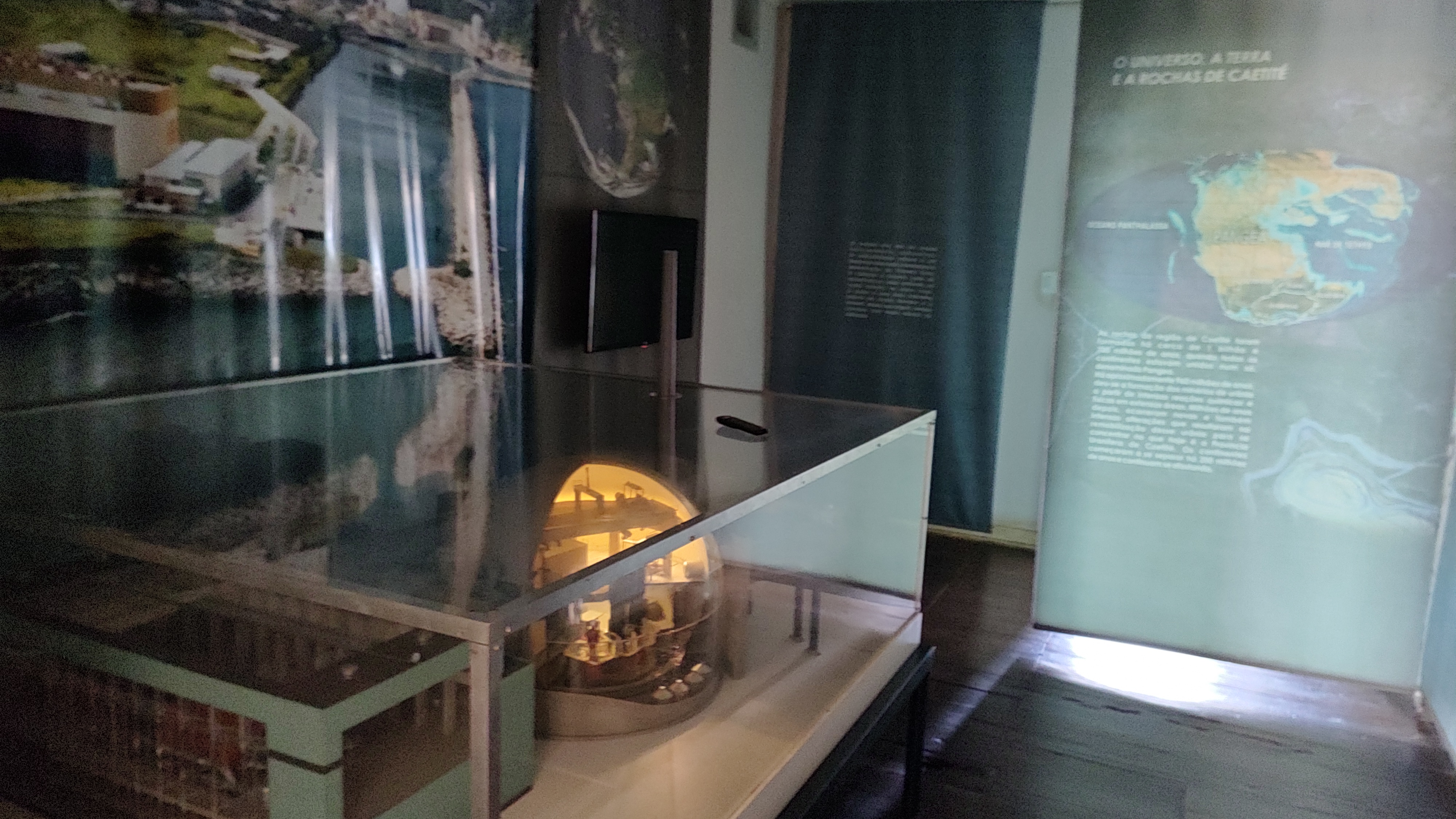
Ciclo do combustível nuclear - sala com miniatura e imagens das usinas em Angra dos Reis.
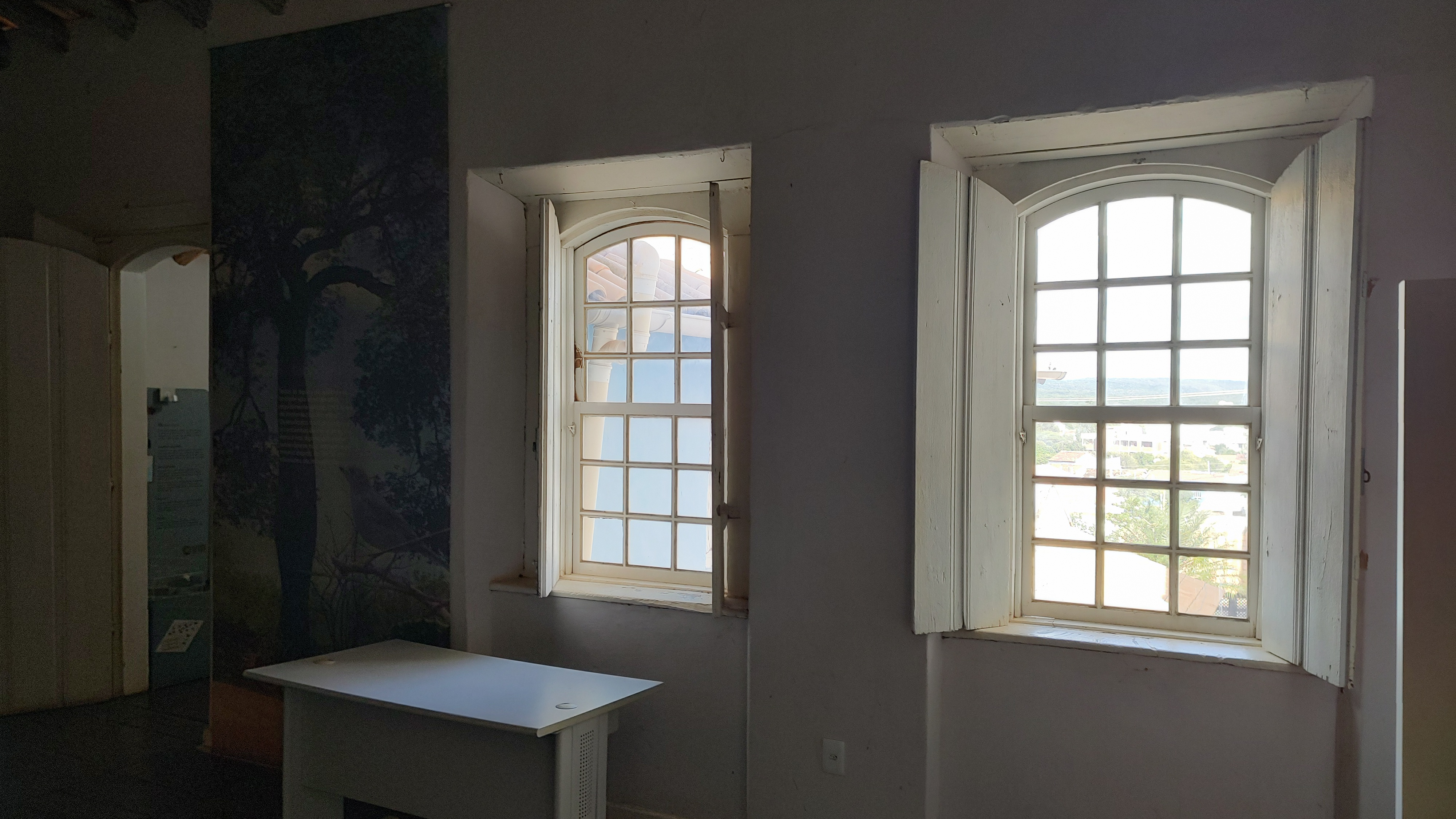
Sala no primeiro andar das exposições permanentes do ciclo nuclear, janelas
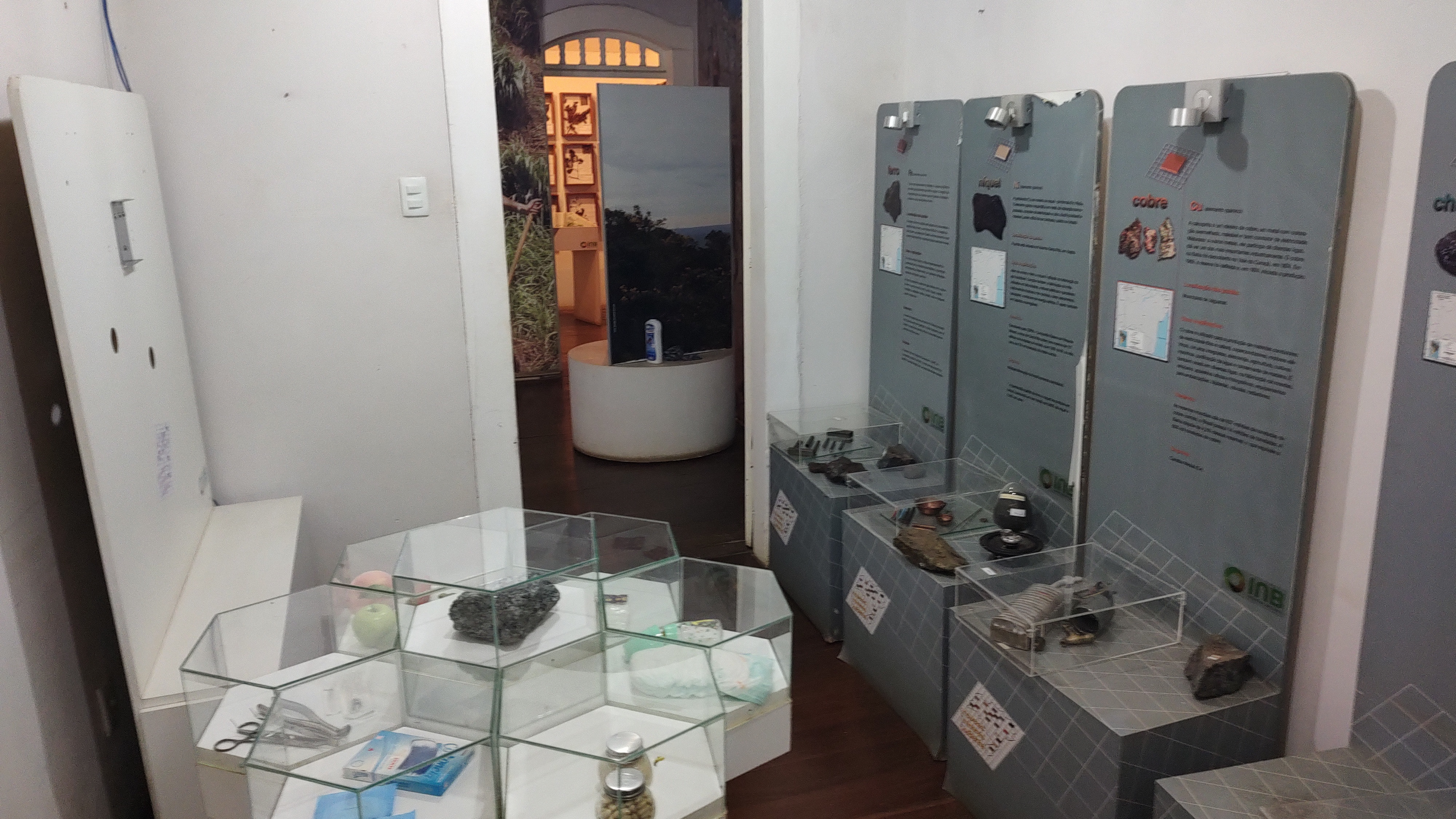
Amostras geológicas
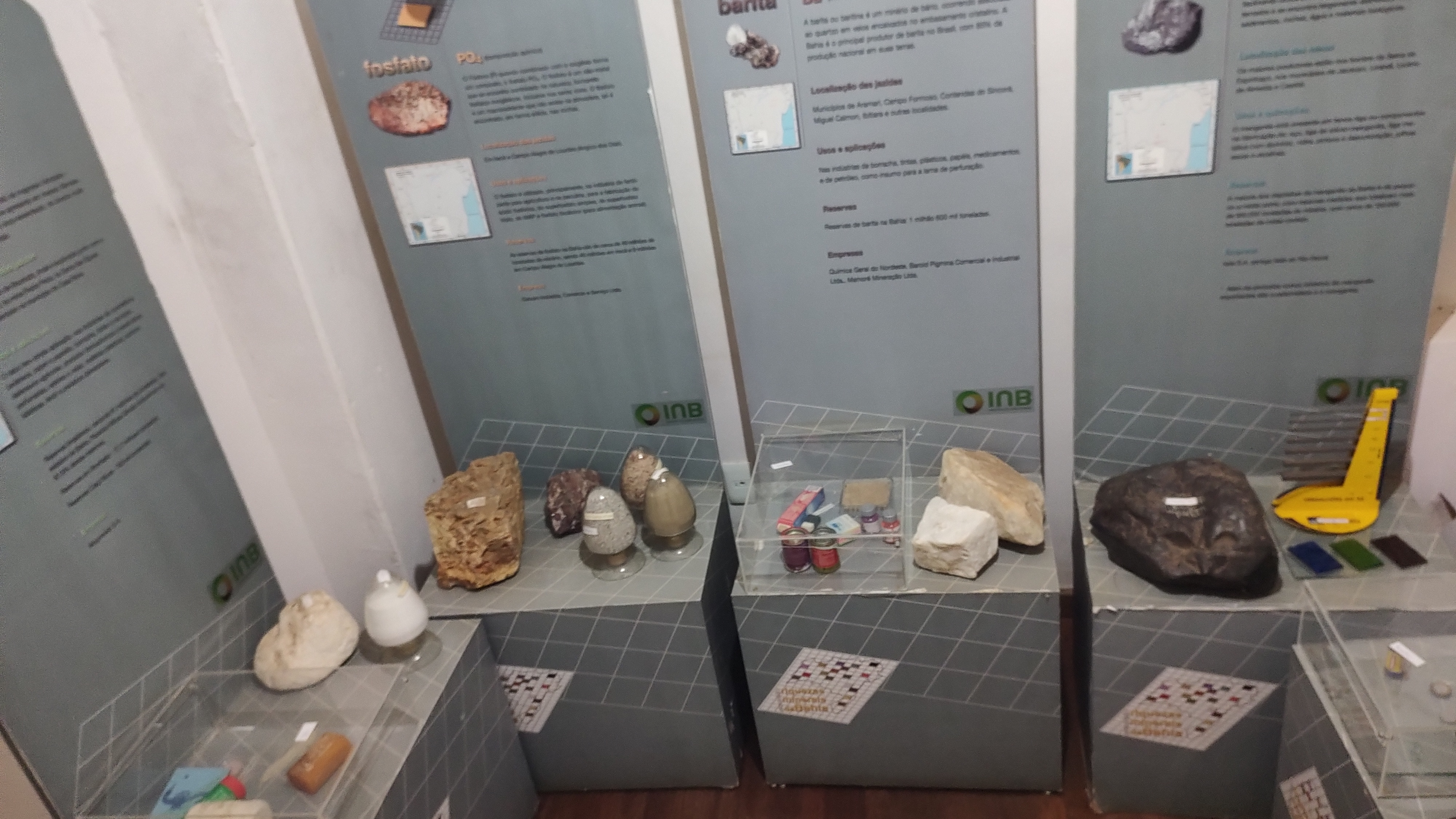
Expo geológica (permanente)
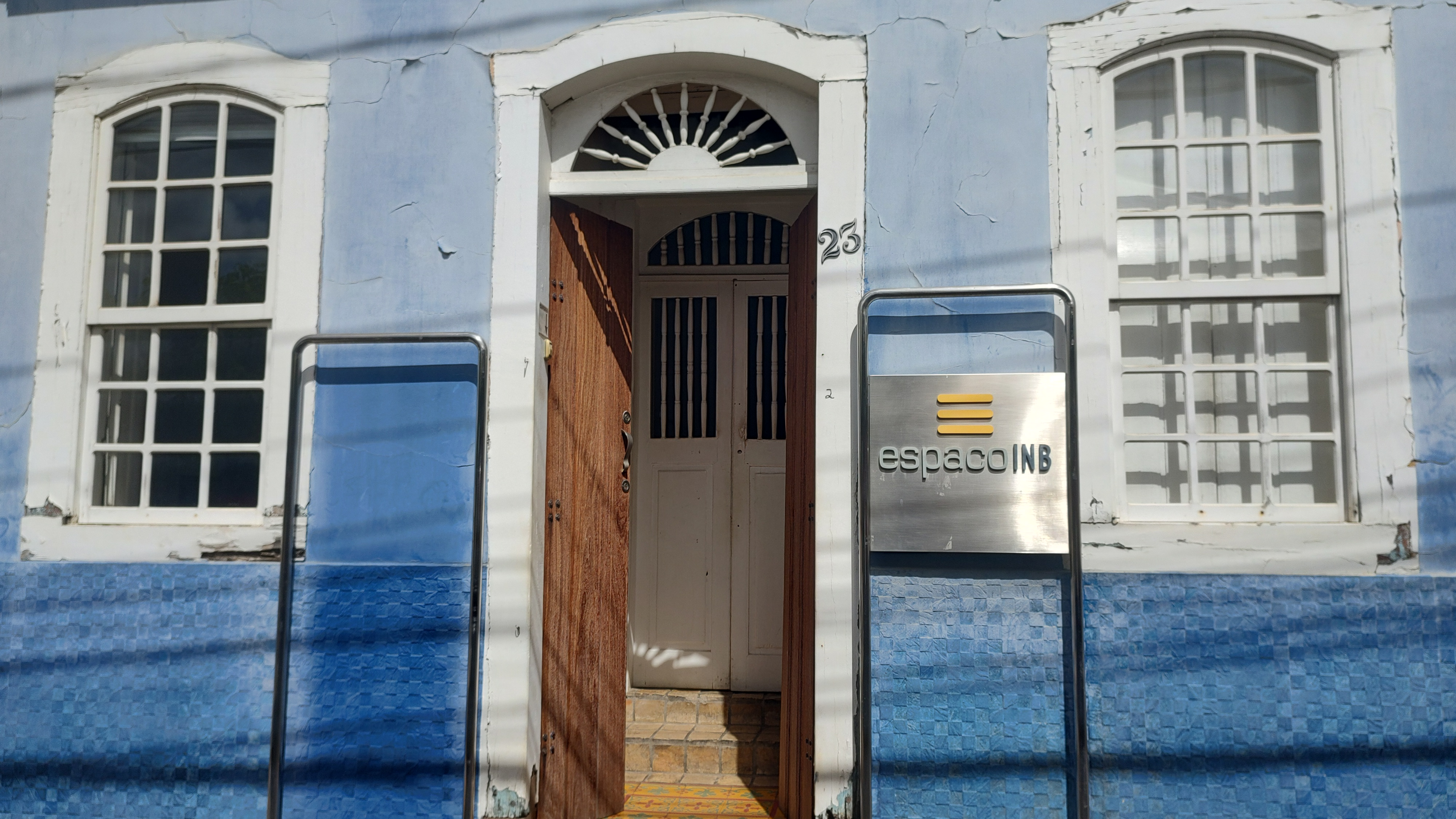
Entrada frontal